# St Mary’s Stadium
St Mary’s Stadium – stadion piłkarski w Southampton, w Anglii. Na tym obiekcie rozgrywa swoje mecze drużyna Southampton F.C. Obiekt zbudowany kosztem 32 milionów funtów może pomieścić 32 689 widzów. 
St Mary’s Stadium jest siedzibą Southampton F.C. od 2001. Wcześniej klub rozgrywał swoje spotkania na The Dell, który służył klubowi z Hampshire od 1898. Prawa do nazwy nowego stadionu Świętych nabyła firma ubezpieczeniowa Friends Provident stąd pełna nazwa stadionu brzmiała: The Friends Provident St Mary’s Stadium. W 2006 roku nowy sponsor Flybe.com nie zdecydował się na zakup praw do nazwy stadionu, co oznaczało powrót do nazwy: St Mary's Stadium.